# 特雷梅达尔德托尔梅斯
特雷梅达尔德托尔梅斯，是西班牙卡斯蒂利亚-莱昂萨拉曼卡省的一个市镇。 总面积34平方公里，总人口45人（2001年），人口密度1人/平方公里。